# Albánchez (kommunhuvudort)
Albánchez är en kommunhuvudort i Spanien.   Den ligger i provinsen Provincia de Almería och regionen Andalusien, i den sydöstra delen av landet, 400 km söder om huvudstaden Madrid. Albánchez ligger 503 meter över havet och antalet invånare är 747.
Terrängen runt Albánchez är kuperad. Runt Albánchez är det glesbefolkat, med 10 invånare per kvadratkilometer. Närmaste större samhälle är Albox, 12,0 km norr om Albánchez. Omgivningarna runt Albánchez är i huvudsak ett öppet busklandskap.